# Saint-Rome-de-Cernon
Saint-Rome-de-Cernon (okzitanisch: Sent Roma de Sarnon) ist eine französische Gemeinde des Départements Aveyron in der Region Okzitanien (vor 2016: Midi-Pyrénées) mit 961 Einwohnern (Stand: 1. Januar 2022). Administrativ ist sie dem Kanton Saint-Affrique und dem Arrondissement Millau zugeteilt. Die Einwohner werden Saint-Romains genannt.

## Geografie
Saint-Rome-de-Cernon liegt etwa 15 Kilometer südwestlich von Millau und etwa 55 Kilometer südöstlich von Rodez in der historischen Region der Rouergue. Umgeben wird Saint-Rome-de-Cernon von den Nachbargemeinden Saint-Georges-de-Luzençon im Norden, La Bastide-Pradines im Osten, Tournemire im Südosten, Roquefort-sur-Soulzon im Süden, Saint-Affrique im Südwesten sowie Saint-Rome-de-Tarn im Westen und Nordwesten.

## Bevölkerungsentwicklung
| Jahr                      | 1962 | 1968 | 1975 | 1982 | 1990 | 1999 | 2006 | 2013 |
| ------------------------- | ---- | ---- | ---- | ---- | ---- | ---- | ---- | ---- |
| Einwohner                 | 707  | 759  | 841  | 878  | 871  | 794  | 759  | 816  |
| Quelle: Cassini und INSEE |      |      |      |      |      |      |      |      |

## Verkehr
Saint-Rome-de-Cernon liegt an der Bahnstrecke Béziers–Neussargues und wird im Regionalverkehr mit TER-Zügen bedient.

## Sehenswürdigkeiten
- Dolmen im Wald von Laumière
- Kirche Saint-Romain
- Burg aus dem 13. Jahrhundert
- Schloss Mélac aus dem 14. Jahrhundert, Monument historique seit 1992
- Schloss Laumière aus dem 19. Jahrhundert
- Schloss Montclarat aus dem 15. Jahrhundert